# 得石攔木壩
得石攔木壩位於四川省攀枝花市米易縣，文物遺址年代判定為1963-1998年。2012年7月16日公佈為第八批四川省文物保護單位。
得石攔木壩位於四川省攀枝花市米易縣得石鎮得石村、雅礱江左側。1963年，因攀枝花開發建設需要，建立雅礱江水運局負責由雅礱江上游伐木浮木攔運。由此，在雅礱江下游米易縣境內的得石段建立攔木橋墩，以供攀枝花開發建設及後來二灘水電站建設所需木材。該壩建有方形攔木橋墩60個，占地面積2700平方米，單個墩為鋼混水泥柱，通高約6米，邊長1.2米，兩墩間距為5米，攔木墩總長450米。目前僅存方形橋墩53個。得石攔木壩見證了20世紀雅礱江木材水運史，是中國木材水運史的一處重要遺跡，具有重要的歷史和科學價值。
雅砻江桐子林水电站2015年末下闸蓄水后，正常蓄水位1015米，已将得石拦木坝完全淹没。